# Tevänti
Tevänti eller Teväntijärvi är en sjö i Finland. Den ligger i kommunen Tavastehus i landskapet Egentliga Tavastland, i den södra delen av landet, 110 km norr om huvudstaden Helsingfors. Tevänti ligger 129 meter över havet. I omgivningarna runt Tevänti växer i huvudsak blandskog. Arean är 1,94 kvadratkilometer och strandlinjen är 11,98 kilometer lång. Sjön  ingår i Kumo älvs huvudavrinningsområde. 